# 黃本驥
黄本骥（1780年—1856年），字仲良，號虎痴，湖南宁乡县道林镇人，清代学者、诗人。
黄本骥博览群书，他对经学、史学、地理学以及目录之学都有研究，尤其喜好收藏并研究秦、汉以来金石文字数百种，以及货币、琴砖、书画等。其作品多收录于《三长物斋丛书》，其中有《郡县分韵考》10卷、《湖南方物志》8卷、《访碑石录》3卷、《金石萃编补目》3卷、《三礼从今》3卷、《三长物斋诗略》5卷、《三长物斋文略》6卷、《古志石华》30卷等，还有《圣城述闻》、《缣山绀雪》、《避讳灵》、《历代职官表》等书籍，它们对于历史文献、典章制度、文物古迹、文史资料及金石书画的研究具有一定意义。此外，黄本骥亦著有《湖南方物志》。

## 简介
來自寧鄉田心黃氏家族。曾祖父黃道恩為乾隆二十二年（1757年）丁丑科進士。祖父黃立隆，堂伯祖黃遇隆為乾隆七年（1742年）壬戌科進士; 父黄湘南與兄黄本骐有詩名。族弟黄本龄为临桂知县。
黃本驥為道光元年（1821年）辛巳恩科鄉試舉人，十七年（1837年）授沅州府黔阳县教谕。嘉庆二十三年（1818年），湖南省续修《湖南通志》，黄本骥与其兄本骐参加编纂地理、山川、古迹、陵墓、艺文、物产等门分类。陶澍对此称赞黄本骥:“湘中三管，君家兄弟秉其二”。
其继配陈梅仙为道光年间书法家，黔城芙蓉楼碑刻廊留有其书法作品。